# 黃晞
黃晞（999年—1160年），字景微，北宋建安（今福建建甌）人。
咸平二年（999年）出生。少通經，尤精於易學。藏書數千卷，泉州太守陳靖和福州太守陳絳皆聘請他任講席，自號聱隅子。石介在太学主事，曾经用很高的礼节聘召他，他躲避到鄰居家不出就任。嘉祐元年十一月十五日，樞密使韓琦表薦之，任太學助教致仕。嘉祐二年（1160年）四月卒於隆和坊僦舍。著有《歔欷瑣微論》十卷。

## 延伸阅读
[在维基数据编辑]
 《宋史·卷458》，出自脱脱《宋史》